# (6838) Okuda
(6838) Okuda ist ein Asteroid des Hauptgürtels, der am 30. Oktober 1995 von den japanischen Astronomen Yoshisada Shimizu und Takeshi Urata am Nachi-Katsuura-Observatorium (IAU-Code 905) in der Präfektur Wakayama entdeckt wurde.
Der Asteroid wurde nach Toyozo Okuda (1908–1983) benannt, dem vierten Direktor des International Latitude Observatory in Mizusawa und ehemaligen Direktor des Geographical Survey Institute of Japan. Während seiner Dienstzeit in Mizusawa zwischen 1963 und 1976 etablierte er ein modernes System geophysikalischer Messungen zur Ermittlung der Gravitation und der Erdgezeiten, die der Erforschung der Erdrotation dienten.